# ВЕС Принсесс-Амаліа
ВЕС Принсесс-Амаліа (нід. Prinses Amaliawindpark) — нідерландська офшорна вітрова електростанція, введена в експлуатацію у 2008 році. На етапі будівництва носила назву Q7.
Місце для розміщення ВЕС обрали у Північному морі за 23 км від порту Еймьойден (провінція Північна Голландія). Будівельні роботи розпочались у 2005 році на суходолі з прокладання кабелів до підстанції Velsen. Наступного року судно Sea Jack взялось за спорудження фундаментів монопального типу. Палі довжиною 54 метри, діаметром 4 метри та вагою 320 тонн забивали на 30 метрів у морське дно. На них монтувались призначені для кріплення башт вітроагрегатів перехідні елементи вагою 115 тонн. Монтаж власне вітрових турбін виконало спеціалізоване судно Sea Energy.
Крім того, у складі ВЕС спорудили офшорну трансформаторну підстанцію, також розміщену на змонтованому Sea Jack монопальному фундаменті. Вага модулю з обладнанням становила 800 тонн. Звідси продукція подається на берег по кабелю, що працює під напругою 150 кВ. Його загальна довжина становить 35 км, з яких офшорну ділянку довжиною 28 км укладало судно Pontra Maris.
Вітроелектростанція складається з розміщених на площі 14 км2 шістдесяти вітрових турбін Vestas типу V80-2.0 з одиничною потужністю 2 МВт та діаметром ротора 80 метрів. Вони встановлені на баштах висотою 59 метрів у районі з глибинами моря від 19 до 24 метрів.
Проект, спільно реалізований компаніями Econcern та Eneco, має виробляти 435 млн кВт-год електроенергії на рік.